# Andrew Meyrick

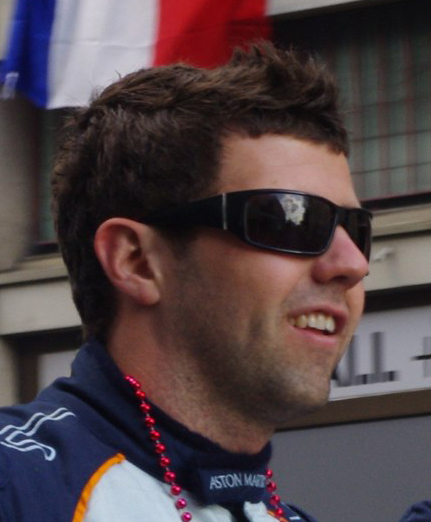
Andrew Meyrick 2011 in Le Mans

Andrew James „Andy“ Meyrick (* 4. September 1985 in Chester) ist ein britischer Autorennfahrer.

## Karriere
Im Unterschied zu vielen anderen Rennfahrern seiner Generation bestritt Meyrick keine Kartrennen in seiner Jugendzeit. Ohne jegliche Rennerfahrung stieg er 2005 in die Formel Ford ein und feierte in der britischen Nord-West-Pre-90-Formula-Ford-1600-Championship zehn Saisonsiege. Über diverse Formel-Renault-Meisterschaften kam er 2008 in die britische Formel-3-Meisterschaft, wo er bei den nationalen Wertungsläufen an den Start ging. Die Meisterschaft beendete er an der fünften Stelle der Gesamtwertung.
In Ermangelung eines finanzierbaren Monoposto-Cockpits wechselte er 2009 in die Le Mans Series und unterschrieb einen Vertrag bei Colin Kolles, um mit dessen Audi R10 TDI bei Sportwagenrennen an den Start zu gehen. 2010 wechselte er zu Dyson Racing in die American Le Mans Series und fährt dort einen Lola B09/86. Im selben Jahr gab er sein Debüt beim 24-Stunden-Rennen von Le Mans, wo er kurzfristig ein Cockpit bei ORECA bekam. Allerdings pilotierte er dort nicht den Peugeot 908 HDi FAP, sondern den ORECA 01, einen offenen LMP1-Spyder. Gemeinsam mit Soheil Ayari und Didier André erreichte er am Ende den vierten Rang in der Gesamtwertung.

## Statistik

### Le-Mans-Ergebnisse
| Jahr | Team                | Fahrzeug             | Teamkollege   | Teamkollege      | Platzierung | Ausfallgrund |
| ---- | ------------------- | -------------------- | ------------- | ---------------- | ----------- | ------------ |
| 2010 | AIM Team Oreca      | ORECA 01             | Soheil Ayari  | Didier André     | Rang 4      |              |
| 2011 | Aston Martin Racing | Aston Martin AMR-One | Harold Primat | Adrián Fernández | Ausfall     | Motorschaden |

### Sebring-Ergebnisse
| Jahr | Team                            | Fahrzeug        | Teamkollege     | Teamkollege  | Platzierung | Ausfallgrund |
| ---- | ------------------------------- | --------------- | --------------- | ------------ | ----------- | ------------ |
| 2010 | Dyson Racing Team               | Lola B09/86     | Chris Dyson     | Guy Smith    | Rang 20     |              |
| 2013 | DeltaWing Racing Cars           | DeltaWing LM12  | Olivier Pla     |              | Ausfall     | Elektronik   |
| 2014 | DeltaWing Racing Cars           | DeltaWing DWC13 | Katherine Legge | Gabby Chaves | Ausfall     | Motorschaden |
| 2015 | Claro TracFone DeltaWing Racing | DeltaWing DWC13 | Katherine Legge | Memo Rojas   | Rang 31     |              |
| 2016 | Panoz DeltaWing Racing          | DeltaWing DWC13 | Katherine Legge | Sean Rayhall | Ausfall     | Unfall       |